# プロテインZ
プロテインZ（Protein Z; PROZ）は、PROZ遺伝子によってコードされる哺乳類の糖蛋白質である。
プロテインZは凝固系の一部であり、血栓の形成を導く血液蛋白質のグループに属する。プロテインZはプロテアーゼインヒビターに結合して、血液凝固を阻害する機能を果たす。GLAドメイン蛋白であるためビタミンK依存性であり、ワルファリン治療ではその機能が損なわれる。

## 構造
大きさは62 kDa、長さは360アミノ酸である。PROZ遺伝子は第13染色体（13q34）に位置している。
カルボキシグルタミン酸残基（Gla）に富む領域、2つのEGF様ドメイン、偽セリンプロテアーゼドメインの4つのドメインを持つ。セリンプロテアーゼとしての触媒活性を示すセリン残基を欠いている。
この蛋白質の二次構造は、左上の画像で色分けされている。ピンクはβストランド、黄色はαヘリックス、白はコイルを表している。

## 機能
酵素活性は持たないが、凝固系のいくつかのセリンプロテアーゼ（第VII、IX、X因子、プロテインC）と構造的に関連している。カルボキシグルタミン酸残基（ビタミンKを必要とする）はプロテインZをリン脂質膜表面に結合させる。
プロテインZの主な役割は第Xa因子の阻害であると思われる。これはプロテインZ関連プロテアーゼインヒビター（ZPI）により行われるが、プロテインZの存在によってこの反応は1000倍加速される。奇妙なことに、ZPIは第XI因子も阻害するが、この反応はプロテインZの存在を必要としない。プロテインZによるZPIの活性化機構は、コンフォメーション変化の誘導ではなく、第Xa因子とZPIを近接させることによるものであると思われる。プロテインZがZPIに結合すると、第Xa因子と同じリン脂質表面に結合し、これが第Xa因子の阻害を促進する。
いくつかの研究では、欠乏状態は血栓症の傾向と関連しているが、一方で、出血傾向との関連性を指摘する意見もある。これについては明確な説明はなく、生理学的には凝血阻害剤として作用し、欠乏すると理論的には血栓症の素因が生じると考えられる。

## 発見の経緯
プロテインZは1977年に初めてウシの血液から単離され、1984年にヒトの血漿から検出された。ヒトで発見されたプロテインZがウシで発見されたものと同じ名前が付けられたのにはいくつかの理由がある。これらの単離された蛋白質を調べたところ、両者は同じような分子量、同じようなアミノ酸組成、同じようなN末端配列を持っていることが判明した。ウシとヒトで見つかった蛋白質の分子組成のこれらの類似性は、同じ蛋白質であると結論づけるのに充分であった。プロテインZが発見された当初は、それ自体が独立した蛋白質ではなく、第X因子の一形態であるという説が有力であった。この蛋白質が第X因子の一形態であるか否かを調べる為に、この蛋白質を単離する研究が必要であった。そのため、クエン酸バリウムに吸着させてビタミンK依存物質を除去し、イオン交換クロマトグラフィーを行った。この過程で、単離された蛋白質は第X因子ではないことが示された。この実験で精製されたプロテインZは第X因子とは異なる蛋白質であることが証明された。

## 臨床的意義
プロテインZがヒトの身体と健康に重要である理由は多くある。妊娠中は、この蛋白質が正しく機能することが不可欠である。正しく機能していないと、妊娠中の胎児死亡や過敏性障害に繋がることが知られている。これは、この蛋白質のレベルが下がりすぎると、胎児の成長制限を齎すためである。また、血漿プロテインZ濃度は前糖尿病の高感度の指標となる可能性がある。卵巣癌と診断された女性では、この蛋白質が第Xa因子を阻害していることが判明した。癌細胞内ではこの蛋白質の調節機能が低下しているために起こる現象である。